# Лернер, Тина Осиповна
Тина Лернер (Валентина Осиповна Лернер, англ. Tina Lerner, в замужестве англ. Tina Lerner Shavitch; 5 июня 1889, Одесса — после 1948) — русская и американская пианистка, музыкальный педагог.

## Биография
Дочь еврейского писателя и историка (на идише и иврите), сотрудника редакции «Одесского вестника» Осипа Михайловича (Иосифа Иегуды, Иосифа-Лейба) Лернера (1849, Бердичев — 1907, Одесса), антрепренёра театра на идише и руководителя одесской театральной «труппы Лернера». Мать — одна из первых женщин-литераторов на идише Мария Лернер (урождённая Марьям Рабинович; 1860, Кишинёв — 1927, Берлин), прозаик и драматург. Брат — литературовед Николай Осипович Лернер, сестра — певица Вера Лернер (28 июля 1879, Одесса — ?).
С шести до девяти лет обучалась игре на фортепиано у Рудольфа Гельма в Одессе, затем поступила в Московскую консерваторию, где её педагогом в 1899—1904 годах был Луи Пабст. Указывается также, что она брала уроки у Леопольда Годовского и в 1903 году дебютировала в Санкт-Петербурге. Окончила консерваторию в 1904 году и уже 12 февраля 1905 года дебютировала исполнением Бетховенского «Императора» (концерт № 5) в сопровождении Оркестра Московского филармонического общества. В последующие годы — в сопровождении Русского симфонического оркестра гастролировала в Европе и в 1908—1910 годах в Америке. В Великобритании выступала с дирижёром Хансом Рихтером (Лондон, Манчестер). В 1910—1912 годах жила в Берлине, после чего окончательно поселилась в США.
В начале 1920-х годов гастролировала с мужем по Южной Америке, в 1922—1931 годах преподавала фортепиано в Сиракузском университете (в это время её муж возглавлял Сиракузский симфонический оркестр).
Граммофонные записи дуэта Тины Лернер и Владимира Шавича были в разные годы переизданы в различных антологиях фортепианных дуэтов.

## Семья
Первым браком (1909) была замужем за музыкальным педагогом Луисом Бахнером (1886—1945). Во втором браке (1915) — жена пианиста и дирижёра Владимира Моисеевича Шавича (настоящая фамилия Шаевич; 1888—1947), который был её менеджером и с которым до 1923 года выступала в дуэте, после чего он начал дирижёрскую карьеру. Их дочь — Доллина дель Веккио (1916—?).
После смерти мужа жила с семьёй дочери во Флоренции, где и похоронена на Монументальном кладбище Misericordia Antella.

## Галерея
- Tina Lerner. The Brilliant Russian Pianist (1918).
- Фотопортрет Тины Лернер
- Программа выступлений в Портленде (1912)
- Владимир Шавич, Тина Лернер и Эдуардо Фабини (1922)